# Hải lưu Kuroshio
Hải lưu Kuroshio hay hải lưu Nhật Bản là một dòng hải lưu ở tây Thái Bình Dương ngoài bờ biển phía đông Đài Loan chảy theo hướng đông bắc ngang qua Nhật Bản, ở đó nó hợp lưu với dòng chảy phía đông của hải lưu Bắc Thái Bình Dương. Nó là tương tự như hải lưu Gulf Stream ở Đại Tây Dương, vận chuyển nước biển nhiệt đới ấm về phía bắc tới vùng cực. Nó đôi khi còn được gọi là "hải lưu đen"—, do nghĩa của từ kuroshio là đen, và nó là hình ảnh của màu lam sẫm của nước biển ở đó.
Phần tương ứng phía bắc của nó là hải lưu Bắc Thái Bình Dương.
Phần tương ứng phía đông của nó là hải lưu California.
Phần tương ứng phía nam của nó là hải lưu bắc xích đạo.
Nước ấm của hải lưu Kuroshio làm cho san hô nước ấm có thể tìm thấy ở Nhật Bản, là nơi xa nhất về phía bắc mà san hô nước ấm có thể sinh sống.